# Eagle River (plaats in Wisconsin)
Eagle River is een plaats (city) in de Amerikaanse staat Wisconsin, en valt bestuurlijk gezien onder Vilas County. De plaats is gelegen aan de gelijknamige rivier.

## Demografie
Bij de volkstelling in 2000 werd het aantal inwoners vastgesteld op 1443. In 2006 is het aantal inwoners door het United States Census Bureau geschat op 1561, een stijging van 118 (8,2%).

## Geografie
Volgens het United States Census Bureau beslaat de plaats een oppervlakte van 7,1 km², waarvan 6,6 km² land en 0,5 km² water.

## Plaatsen in de nabije omgeving
De onderstaande figuur toont nabijgelegen plaatsen in een straal van 52 km rond Eagle River.